# Курилис (Індерський район)
Курили́с (каз. Құрылыс) — село у складі Індерського району Атирауської області Казахстану. Входить до складу Жарсуатського сільського округу.
Населення — 599 осіб (2021; 650 у 2009, 614 у 1999, 467 у 1989).